# Il caso di madame Luneau
Il caso di Madame Luneau (Le Cas de madame Luneau) è un racconto di Guy de Maupassant apparso in una rivista nel 1883 e in volume nel 1884.

## Trama
Un giudice conciliatore di una cittadina di provincia deve decidere in base alla denuncia fatta da una vedova, M.me Céleste-Césarine Luneau, contro M. Hyppolyte Lacour, sacrestano e padre di otto figli. M.me Luneau aveva promesso cento franchi a M. Lacour purché costui fosse riuscito a metterla incinta e il bambino fosse nato entro dieci mesi dalla morte del marito; in questo modo la donna avrebbe potuto avere l'usufrutto di una parte dell'eredità del defunto. Nel dibattito i due si rimproverano a vicenda di esser venuti meno ai patti: M. Lacour per non aver ricevuto da M.me Luneau il danaro pattuito nonostante sia rimasta incinta; M.me Luneau per non aver ricevuto con sicurezza da M. Lacour il servizio pattuito. La vedova, infatti, aveva appreso che l'uomo era stato tradito ripetutamente dalla moglie e che i suoi otto figli non erano con sicurezza suoi; M.me Luneau era perciò dovuta ricorrere con urgenza alle prestazioni di altri sei uomini, i quali oltre tutto non avevano preteso danaro. Il giudice condanna M.me Luneau a versare venticinque franchi a M. Lacour «per perdita di tempo e inconsueto traviamento»

## Genesi dell'opera
Il racconto fu pubblicato dapprima sulla rivista letteraria Gil Blas del 21 agosto 1883, firmato con lo pseudonimo "Maufrigneuse"; comparve in volume lo stesso anno nella raccolta "Les Sœurs Rondoli" (Le sorelle Rondoli), con una dedica al giornalista Georges Duval.

## Edizioni
- Guy de Maupassant, Les Sœurs Rondoli, Paris: P. Ollendorff, 1884
- Guy de Maupassant, Le sorelle Rondoli, Firenze: La Sigaretta, 1914
- Guy de Maupassant, Le sorelle Rondoli; traduzione di Giovanni Vaccaro, Milano: A. Barion, 1924
- Guy de Maupassant, Le sorelle Rondoli: novelle; traduzione di Elio Jona, Milano: Caddeo, 1925
- Guy de Maupassant, Le sorelle Rondoli; traduzione di Oreste Del Buono, Coll. Biblioteca Universale Rizzoli 909-910, Milano: Rizzoli, 1955
- Guy de Maupassant, Tutte le novelle; a cura di Mario Picchi, Collezione I Meridiani, Milano: A. Mondadori, 1993, ISBN 88-04-36360-6 (ISBN 978-88-04-36360-6 VI ed., 2013)
- Guy de Maupassant, Tutte le novelle e i racconti; a cura di Lucio Chiavarelli; introduzione generale di Giacinto Spagnoletti; Collezione I mammut 81, Roma: Grandi Tascabili Economici Newton, 2005, pp. 752-55, ISBN 88-541-0440-X